# G.E.M. (Sängerin)

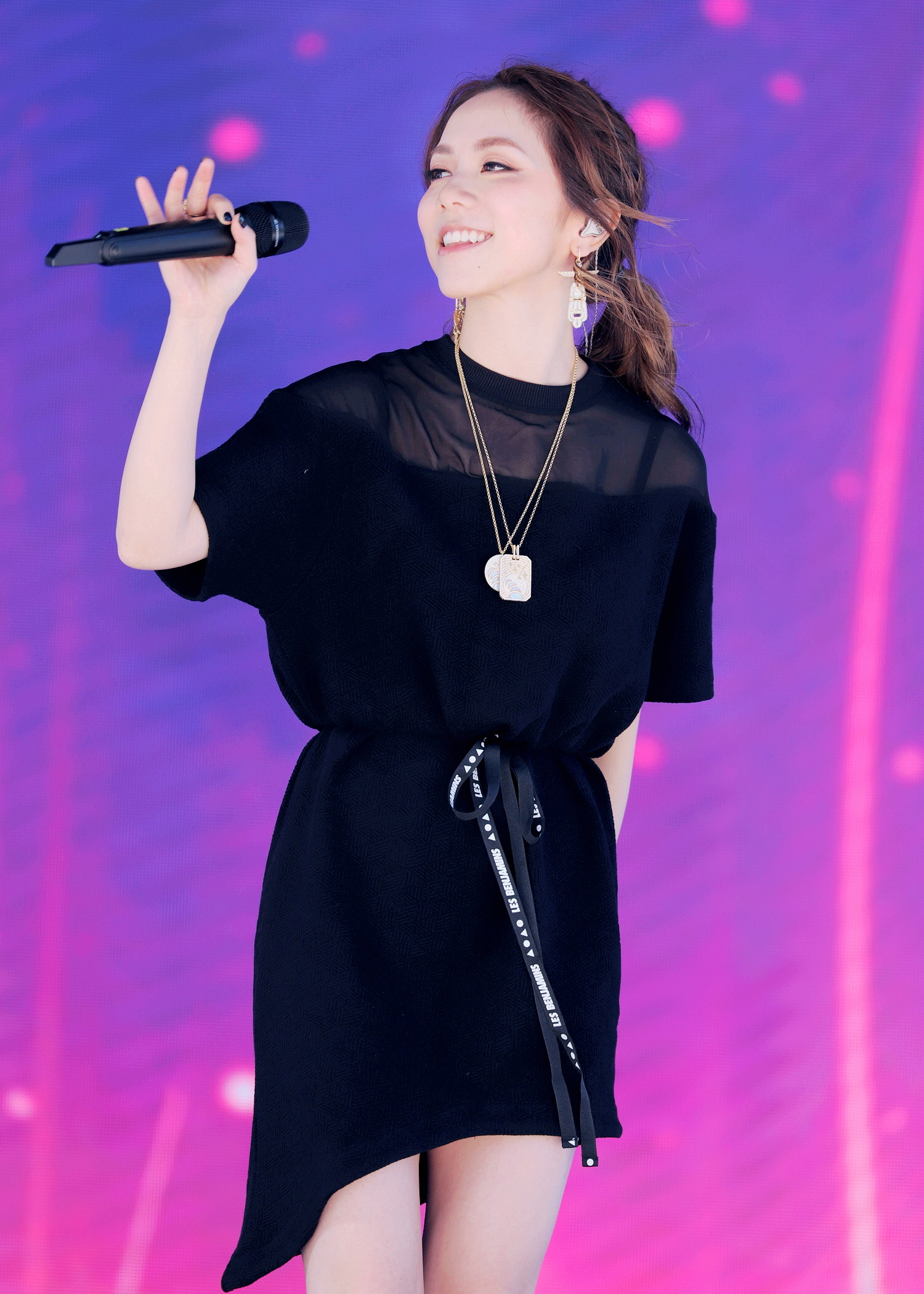
G.E.M., 2018

Gloria Tang Tsz-kei (chinesisch 鄧紫棋, Pinyin Dèng Zǐqí; * 16. August 1991 in Shanghai, Volksrepublik China) ist eine Sängerin aus Hongkong.

## Leben und Wirken
Sie ist unter ihrem Künstlernamen G.E.M. (Backronym für Get Everybody Moving) bekannt. Mit 1,5 Milliarden Videoaufrufen auf ihrem Youtube-Kanal und mehr als einer Million monatlichen Hörern bei Spotify gehört sie zu den berühmtesten chinesischen Sängerinnen ihrer Generation.
Nach ihrer ersten EP G.E.M im Jahr 2008 ist sie durch einen zweiten Platz bei der chinesischen Castingshow I Am A Singer einem breiteren Publikum bekannt geworden. Insgesamt hat sie bisher sechs Studioalben herausgebracht.

## Auszeichnungen für Musikverkäufe
| Goldene Schallplatte - Singapur - 2020: für das Album City Zoo |

Anmerkung: Auszeichnungen in Ländern aus den Charttabellen bzw. Chartboxen sind in ebendiesen zu finden.
| Land/RegionAuszeichnungen für Musikverkäufe (Land/Region, Auszeichnungen, Verkäufe, Quellen) | Gold  | Platin | Verkäufe | Quellen     |
| -------------------------------------------------------------------------------------------- | ----- | ------ | -------- | ----------- |
| Singapur (RIAS)                                                                              | Gold1 | —      | 5.000    | rias.org.sg |
| Insgesamt                                                                                    | Gold1 | —      |          |             |